# Westwood, Iowa
Westwood là một thành phố thuộc quận Henry, tiểu bang Iowa, Hoa Kỳ. Năm 2010, dân số của thành phố này là 112 người.

## Dân số
Dân số qua các năm:
- Năm 2000: 127 người.
- Năm 2010: 112 người.